# Stary ratusz w Brnie
Stary Ratusz w Brnie, cz. Stará radnice – mający swe początki w średniowieczu, najstarszy obecnie o charakterze świeckim, budynek w Brnie znajdujący się w przy ulicy Radnickiej.

## Historia
Pierwszy obiekt (stanowiący podstawę dla rozbudowy do dzisiejszej formy) powstał w obecnym miejscu około 1240 roku, od XVI wieku do 1935 roku mieściła się tu siedziba władz miejskich. Sam obiekt po niezliczonych przebudowach jest eklektyczny w swym wyglądzie. Obowiązkowym punktem dla turysty powinna być wizyta na 63-metrowej wieży dającej wspaniały widok na katedrę i Špilberk.

## Legendy
Ze względu na swoją długą historię zdążył już obrosnąć legendami związanymi z wiszącym w bramie prowadzącej na dziedziniec ratusza, za przepięknym portalem autorstwa Antona Pilgrama (który również doczekał się swojej legendy), krokodylem i kołem. Wewnątrz budynku znajduje się ekspozycja dotycząca historii miasta i budynku.